# The Torture Club
The Torture Club è un film del 2014, diretto da Kôta Yoshida ed appartiene al genere Pinku Eiga.

## Trama
Tra i vari club di una facoltosa scuola femminile, il più in vista è quello della tortura, formato da alcune tra le più influenti studentesse dell'istituto. La nuova arrivata Yuzuki entra a far parte di questo club e si lascerà poco a poco coinvolgere dalle sue attività, scoprendo col tempo di avere un talento particolare per le torture.